# Apechoneura carinifrons
Apechoneura carinifrons är en stekelart som först beskrevs av Cameron 1886.  Apechoneura carinifrons ingår i släktet Apechoneura och familjen brokparasitsteklar. Inga underarter finns listade i Catalogue of Life.